# ریچارد لوین
ریچارد چارلز لوین (به انگلیسی: Richard Charles Levin) معروف به ریک لوین، متولد ۱۹۴۷ در سانفرانسیسکو، استاد اقتصاد و رئیس دانشگاه ییل است.
او از ۱۹۹۳ تا کنون رئیس دانشگاه ییل بوده، و طولانی‌ترین دوران خدمت در این مقام را در میان اعضای آیوی لیگ بر عهده داشته.
لوین زاده والدینی یهودی است، در دانشگاه استنفورد و دانشگاه آکسفورد در رشته‌های تاریخ، سیاست، و فلسفه تحصیل نمود و در دانشگاه ییل دکترای اقتصاد خود را دریافت کرد. جاناتان لوین اقتصاددان، فرزند او و رئیس مدرسه عالی کسب و کار دانشگاه استنفورد است.